# إدوارد ويلت فاغنر
إدوارد ويلت فاغنر (بالإنجليزية: Edward Willett Wagner)‏ هو مؤرخ أمريكي، ولد في 7 أغسطس 1924، وتوفي في 7 ديسمبر 2001 بسبب مرض آلزهايمر.